# Saint-Étienne-de-Puycorbier
 Saint-Étienne-de-Puycorbier  es una población y comuna francesa, situada en la región de Aquitania, departamento de Dordoña, en el distrito de Périgueux y cantón de Mussidan.

## Demografía
| 151 | 124 | 99 | 117 | 118 | 113 |
| Para los censos de 1962 a 1999 la población legal corresponde a la población sin duplicidades (Fuente: INSEE [Consultar]) |     |    |     |     |     |